# Miroslav Zajíček
Ing. Mgr. Miroslav Zajíček, Ph.D. (* 31. května 1975) je český ekonom, aktuálně působící jako ředitel pro strategii a regulaci ve společnosti Veolia Energie Česká republika, a.s., a jako odborný asistent na Právnické fakultě Univerzity Karlovy v Praze.

## Akademická a odborná činnost
V letech 1999 až 2005 působil v Liberálním institutu.[zdroj?] Specializuje se regulaci síťových odvětví, experimentální ekonomii, a ekonomickou historii. V letech 2010 – 2015 byl členem Poradního sboru předsedy/předsedkyně Energetického regulačního úřadu.
V roce 2009 založil Laboratoř experimentální ekonomie Archivováno 23. 9. 2019 na Wayback Machine., jíž je ředitelem.
Od dubna 2019 je členem Výkonné rady Teplárenského sdružení České republiky.
V letech 2012-2017 působil jako vedoucí katedry institucionální, environmentální a experimentální ekonomie na Národohospodářské fakultě VŠE. Pod jeho vedením zaznamenala katedra výrazný nárůst publikací v mezinárodních časopisech s impakt faktorem, v letech 2014-2016 získali výzkumní pracovníci katedry celkem 9 grantů GAČR, díky příchodu nových akademiků, včetně zahraničních, katedra modernizovala kurikulum a rozšířila nabídku předmětů v angličtině. Přes tyto úspěchy pro neshody s vedením fakulty Miroslav Zajíček v únoru 2017 zcela ukončil své působení na VŠE. Na druhou stranu jeho působení v čele katedry v letech 2012-2013 bylo provázeno kontroverzemi, kdy konflikty s odcházejícími akademiky i studenty byly probírány v médiích. 
Vybrané publikace:
Cvrček, Tomáš & Zajíček, Miroslav, 2019. "The making of a liberal education: Political economy of the Austrian school reform, 1865 – 1880," Explorations in Economic History, Elsevier, vol. 73, July.
Cvrček, Tomáš & Zajíček, Miroslav, 2019. "The rise of public schooling in nineteenth-century Imperial Austria: Who gained and who paid?," Cliometrica, Springer;Cliometric Society (Association Francaise de Cliométrie), vol. 13(3), pages 367-403, September.
Katuščák, Peter & Michelucci, Fabio & Zajíček, Miroslav, 2015. "Does feedback really matter in one-shot first-price auctions?," Journal of Economic Behavior & Organization, Elsevier, vol. 119(C), pages 139-152.
Zajíček, Miroslav, 1999. "Návrh reformy elektroenergetického sektoru v České republice." Politická ekonomie, vol. 1999(4).